# Quiniluban-Inseln
Die Quiniluban-Inseln, englisch Quiniluban Group, sind eine philippinische Inselgruppe in der nördlichen Sulusee. Die Inselgruppe ist die nördlichste im Cuyo-Archipel.

## Geographie
Im Nordosten der Gruppe liegt eine Inselansammlung die von einem gemeinsamen Riff mit einem Durchmesser von etwa 11 km umgeben ist. Deren größte Insel ist die namensgebende Hauptinsel Quiniluban.
Zu den Quiniluban-Inseln werden auch die beiden etwa vier Kilometer südöstlich von Quiniluban gelegenen Halog-Inseln sowie die noch ein paar Kilometer weiter südwestlich gelegenen Inseln Pamalican und Manamoc gezählt.

### Inseltabelle
| Inselname        | Aliasname | Koordinaten           | Fläche (km²) | Einwohner | Anmerkung  |
| ---------------- | --------- | --------------------- | ------------ | --------- | ---------- |
| Algeciras        | Alcisiras | 11° 25′ N, 120° 49′ O | …            | …         |            |
| Arorunga         |           | 11° 26′ N, 120° 49′ O | …            | …         |            |
| Calumpin         |           | 11° 26′ N, 120° 49′ O | …            | …         |            |
| Cambuck Rock     |           | 11° 27′ N, 120° 47′ O | …            | …         |            |
| Halog-Inseln     |           | 11° 22′ N, 120° 52′ O | …            | …         |            |
| Henalubatan Rock |           | 11° 26′ N, 120° 51′ O | …            | …         |            |
| Maligun          | Maliguin  | 11° 27′ N, 120° 49′ O | …            | …         |            |
| Manamoc          |           | 11° 18′ N, 120° 41′ O | …            | …         |            |
| Mandit           |           | 11° 24′ N, 120° 49′ O | …            | …         |            |
| Namarac          | Namaroc   | 11° 27′ N, 120° 48′ O | …            | …         |            |
| Pamalican        |           | 11° 21′ N, 120° 44′ O | …            | …         |            |
| Quiniluban       | Quinluban | 11° 26′ N, 120° 50′ O | …            | …         | Hauptinsel |
| Silad            |           | 11° 27′ N, 120° 48′ O | …            | …         |            |
| Tatay            |           | 11° 26′ N, 120° 46′ O | …            | …         |            |
| Tinituan         |           | 11° 26′ N, 120° 46′ O | …            | …         |            |
| Yanuta           | Nianuta   | 11° 26′ N, 120° 49′ O | …            | …         |            |

## Verwaltung
Die Inselgruppe gehört zur philippinischen Gemeinde Agutaya in der Provinz Palawan.